# Gemma Bonner
Gemma Bonner est une footballeuse internationale anglaise née le 13 juillet 1991 à Leeds. Actuellement avec le Racing Louisville, elle joue au poste de défenseure.

## Palmarès

### En équipe
- Champion de la WSL1 en 2013 et 2014 avec Liverpool Ladies.

### Récompenses individuelles
- 2013-14 - Membre de l'équipe type de WSL